# 독도 헬기 추락 사고
독도 헬기 추락 사고는 2019년 10월 31일 밤 11시 26분께 경상북도 울릉군 울릉읍 독도리의 부근 해상에서 헬리콥터가 추락한 사고다. 이 사고로 소방대원과 부상 환자 등 7명의 탑승자 전원이 숨지거나 실종되었다. 원인분석 결과가 나와봐야겠지만 첨단기능이 탑재되어 있고 악천후에도 비행이 가능한 기종임을 감안하면 기체결함이나 고장일 확률이 더 높다. 해당 사고 헬기의 기종은 유로콥터 EC225LP인 것으로 확안되었으며, 현재 4명이 숨지고 3명이 실종된 상태이다. 기체 등록번호는 HL9619이다. 2023년 11월 조종사의 '비행착각'으로 인한 추락으로 사고 원인 조사가 종결되었다.

## 사건 개요
독도 해상에서 고기잡이 중인 어선에서 손가락이 절단되는 사고를 당한 부상자를 인근 병원으로 이송하기 위해 사고기가 접근 후 인근 병원으로 이송하던 중 기체가 추락한 사고이다.